# Рудаков (Гомельская область)
Рудаков (бел. Рудакоў) — деревня в Стреличевском сельсовете Хойникского района Гомельской области Республики Беларусь.
Около деревни расположено месторождение железняка.

## География

### Расположение
В 12 км на юго-восток от районного центра и железнодорожной станции Хойники (на ветке Василевичи — Хойники от линии Гомель — Калинковичи), в 115 км от Гомеля.

## Транспортная сеть
Транспортные связи по просёлочной, затем автомобильной дороге Хойники — Брагин. Планировка состоит из 2-х криволинейных, почти параллельных между собой улиц, ориентированных с юго-востока на северо-запад. Застройка двусторонняя, деревянная, усадебного типа.

## История

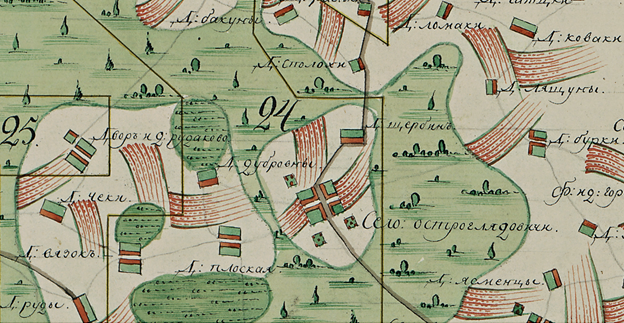
Двор и деревня Рудаков на схематическом плане Речицкого уезда 1800 г.

Согласно письменным источникам, известна с XVIII века как селение в Речицком повете Минского воеводства Великого княжества Литовского.
После 2-го раздела Речи Посполитой (1793) — в составе Российской империи. В 1811 году во владении Ракитских. По сведениям 1844 года центр одноимённого поместья, владение дворянина В. Аскерко, который владел здесь и в окрестностях в 1876 году 7416 десятинами земли и 2 мельницами. Согласно переписи 1897 года в деревне действовала школа грамоты, в фольварке винокурня, в Микуличской волости Речицкого уезда Минской губернии.
С 8 декабря 1926 года до 1986 года — центр Рудаковского сельсовета Хойникского района Речицкого, с 9 июня 1927 года Гомельского (до 26 июля 1930 года) округов, с 20 февраля 1938 года Полесской, с 8 января 1954 года Гомельской областей.
Во 2-й половине 1920-х годов создан совхоз «Рудаков». В 1929 году организован колхоз, работали 2 ветряные мельницы, маслозавод (с 1928 года), стальмашня, 2 кузницы. В 1930 году работали начальная школа, отделение потребительской кооперации. В 1930-х годах начала работать Рудаковская МТС (машинно-тракторная станция), которая обслуживала почти половину колхозов района. Во время Великой Отечественной войны оккупанты убили 10 жителей. 109 жителей погибли на фронте. Согласно переписи 1959 года в составе совхоза «Стреличево» (центр — деревня Стреличево). Располагались сельское профессионально-техническое училище механизации мелиоративных работ, 8-летняя школа, которая носит имя одного из организаторов партизанского движения в Беларуси в годы Великой Отечественной войны Никифора Николаевича Андросова, клуб, библиотека, фельдшерско-акушерский пункт, отделение связи, швейная и сапожная мастерские, столовая, 3 магазина.

## Население

### Численность
- 2021 год — 10 жителей, 7 хозяйств

### Динамика
- 1897 год — 18 дворов, 126 жителей (согласно переписи).

- 1834 год — 46 дворов
- 1850 год — 235 жителей
- 1897 год — 381 житель, 66 дворов; в фольварке 135 жителей, 6 дворов (согласно переписи).
- 1908 год — 484 жителя, 87 дворов
- 1930 год — 412 жителей, 76 дворов
- 1959 год — 936 жителей (согласно переписи)
- 2004 год — 103 жителя, 33 хозяйства
- 2021 год — 10 жителей, 7 хозяйств

## Достопримечательность
- Фрагменты ансамбля бывшей усадьбы Оскерко-Ваньковичей: усадебный дом, конюшня, фрагменты парка, XVIII век[1] —  Историко-культурная ценность Республики Беларусь, шифр 312Г000801. (Архитектор — Тадеуш Ростворовский).

### Памятник, скульптура
- Мемориал героям Великой Отечественной войны, 1941-1945 гг. (расположен вблизи д. Рудаков).

## Известные уроженцы
- Оскерка Александр Владиславович — общественный деятель, один из руководителей восстания 1863–1864 гг. в Беларуси и Литве